# Liste des planètes mineures non numérotées découvertes en 1998
Pour un article plus général, voir Liste des planètes mineures.
Cet article dresse la liste des planètes mineures (astéroïdes, centaures, objets transneptuniens et assimilés) non numérotées découvertes en 1998 dans l'ordre de leur découverte.
Au 15 janvier 2025, 661 077 des 1 434 993 planètes mineures répertoriées par le Centre des planètes mineures ne sont pas encore numérotées, soit 46,07 %.

## Rappel concernant la désignation provisoire
La désignation provisoire indique l'ordre de découverte de ces objets. En effet, cette désignation est composée de l'année de découverte (par exemple 1998) suivie de la quinzaine (demi-mois) de découverte (p.e. A = 1-15 janvier) puis de l'ordre de découverte dans cette quinzaine. Cet ordre est indiqué par une lettre et éventuellement un chiffre comme suit : A pour la première découverte, B pour la deuxième, ..., Z pour la 25e (le I n'est pas utilisé pour éviter la confusion avec 1), A1 pour la 26e, B1 pour la 27e, etc. , Z1 pour la 50e, A2 pour la 51e, B2 pour la 52e, etc. L'ordre de la numérotation ne suit donc pas l'ordre alphanumérique. 1998 AA1 suit ainsi 1998 AZ et précède 1998 AB1.

## Liste

### Du1erau 15 janvier 1998
- 1998 AA4
- 1998 AK10
- 1998 AA12
- 1998 AB12

### Du 16 au 31 janvier 1998
- 1998 BY7
- 1998 BT13
- 1998 BZ13
- 1998 BR26
- 1998 BC34
- 1998 BN35

### Du 16 au 28 février 1998
- 1998 DO11
- 1998 DX11
- 1998 DV20
- 1998 DH22
- 1998 DM25
- 1998 DF26
- 1998 DK36
- 1998 DV38

### Du1erau 15 mars 1998
- 1998 EE3
- 1998 EO3
- 1998 EP4

### Du 16 au 31 mars 1998
- 1998 FL5
- 1998 FM9
- 1998 FS11
- 1998 FG12
- 1998 FS144

### Du1erau 15 avril 1998
- 1998 GO
- 1998 GC1
- 1998 GL10
- 1998 GM10

### Du 16 au 30 avril 1998
- 1998 HH1
- 1998 HM1
- 1998 HK5
- 1998 HZ7
- 1998 HT31
- 1998 HD43
- 1998 HH49
- 1998 HP126
- 1998 HL151
- 1998 HN151
- 1998 HO151
- 1998 HR151

### Du1erau 15 mai 1998
- 1998 JG2

### Du 16 au 31 mai 1998
- 1998 KH
- 1998 KD3
- 1998 KF3
- 1998 KO3
- 1998 KF6
- 1998 KK16
- 1998 KJ17
- 1998 KY26
- 1998 KY61
- 1998 KS65
- 1998 KD66
- 1998 KE66
- 1998 KF66
- 1998 KG66
- 1998 KH69

### Du1erau 15 juin 1998
- 1998 LE

### Du 16 au 30 juin 1998
- 1998 MF2
- 1998 MS2
- 1998 MV5
- 1998 MM14
- 1998 MA19

### Du 16 au 31 juillet 1998
- 1998 OP4

### Du 16 au 31 août 1998
- 1998 QQ
- 1998 QF1
- 1998 QH1
- 1998 QJ1
- 1998 QV3
- 1998 QV27
- 1998 QF28
- 1998 QH28
- 1998 QK28
- 1998 QP52
- 1998 QX53
- 1998 QJ56
- 1998 QX56
- 1998 QO59
- 1998 QA62
- 1998 QQ85
- 1998 QX104
- 1998 QA105
- 1998 QA107
- 1998 QQ110
- 1998 QA112
- 1998 QL112
- 1998 QM112

### Du1erau 15 septembre 1998
- 1998 RC
- 1998 RJ8
- 1998 RS8
- 1998 RK10
- 1998 RJ11
- 1998 RZ11
- 1998 RK12
- 1998 RL13
- 1998 RY20
- 1998 RL21
- 1998 RJ81
- 1998 RN81
- 1998 RS81
- 1998 RT81
- 1998 RV81
- 1998 RW81
- 1998 RX81
- 1998 RY81

### Du 16 au 30 septembre 1998
- 1998 SM
- 1998 SG2
- 1998 SH2
- 1998 SP4
- 1998 SS4
- 1998 SU4
- 1998 SG7
- 1998 SD9
- 1998 SY14
- 1998 SZ14
- 1998 SU15
- 1998 ST21
- 1998 SG28
- 1998 SH28
- 1998 SQ33
- 1998 SE35
- 1998 SB39
- 1998 SE39
- 1998 SM40
- 1998 SP40
- 1998 SE41
- 1998 ST41
- 1998 SV41
- 1998 SR44
- 1998 SM52
- 1998 SJ91
- 1998 SL92
- 1998 SS167
- 1998 SJ172
- 1998 SL172
- 1998 SM172
- 1998 SQ172
- 1998 SF173
- 1998 SB174
- 1998 SO174
- 1998 SS174
- 1998 SU174
- 1998 SB175
- 1998 SE175
- 1998 SF175
- 1998 SH175
- 1998 SV176
- 1998 SX176
- 1998 SZ176
- 1998 SH177
- 1998 SE179
- 1998 SK179
- 1998 SP179
- 1998 SZ179
- 1998 SA180
- 1998 SD180
- 1998 SE180
- 1998 SM180
- 1998 ST180
- 1998 SU180
- 1998 SV180
- 1998 SW180
- 1998 SX180
- 1998 SY180
- 1998 SA181
- 1998 SD181
- 1998 SE181
- 1998 SK181
- 1998 SL181
- 1998 SM181
- 1998 SN181
- 1998 SO181
- 1998 SP181
- 1998 SQ181
- 1998 SR181
- 1998 SS181
- 1998 ST181
- 1998 SV181
- 1998 SX181
- 1998 SZ181
- 1998 SA182
- 1998 SE182
- 1998 SF182
- 1998 SG182
- 1998 SH182
- 1998 SJ182
- 1998 SK182
- 1998 SL182

### Du1erau 15 octobre 1998
- 1998 TT3
- 1998 TA5
- 1998 TY19
- 1998 TG20
- 1998 TX21
- 1998 TC24
- 1998 TH25
- 1998 TV25
- 1998 TE28
- 1998 TU38

### Du 16 au 31 octobre 1998
- 1998 UR
- 1998 UM1
- 1998 UG13
- 1998 US18
- 1998 UY24
- 1998 UR43
- 1998 UO46
- 1998 UC47
- 1998 UB51
- 1998 UH51
- 1998 UN51
- 1998 UO51
- 1998 US51
- 1998 UT51
- 1998 UU51
- 1998 UV51
- 1998 UW51
- 1998 UX51

### Du1erau 15 novembre 1998
- 1998 VP
- 1998 VQ
- 1998 VS
- 1998 VE31
- 1998 VD32
- 1998 VR40
- 1998 VE42
- 1998 VJ43
- 1998 VF57

### Du 16 au 30 novembre 1998
- 1998 WY1
- 1998 WA2
- 1998 WB2
- 1998 WL4
- 1998 WR5
- 1998 WS5
- 1998 WU24
- 1998 WV24
- 1998 WX24
- 1998 WZ24
- 1998 WE25
- 1998 WY27
- 1998 WZ28
- 1998 WS31
- 1998 WV31
- 1998 WW31
- 1998 WY31
- 1998 WZ31
- 1998 WW39
- 1998 WC43
- 1998 WJ44
- 1998 WK44
- 1998 WN44
- 1998 WT44
- 1998 WV44
- 1998 WY44
- 1998 WA45
- 1998 WF45
- 1998 WL45
- 1998 WG46
- 1998 WH46
- 1998 WO46
- 1998 WR46
- 1998 WU46

### Du1erau 15 décembre 1998
- 1998 XD9
- 1998 XD12
- 1998 XN17
- 1998 XT18

### Du 16 au 31 décembre 1998
- 1998 YG10
- 1998 YV27